# Tunnel de Kuparivuori
Le tunnel de Kuparivuori (finnois : Kuparivuoren tunneli) est un tunnel à  Naantali en Finlande,.

## Présentation
Le tunnel de Kuparivuori est un tunnel routier long de 323 mètres de la route régionale 189.
Le tunnel a été achevé en 1989 en prolongement du pont de Naantalinsalmi mis en service en 1986.
La longueur du tunnel de Kuparivuori est de 320 mètres et il s'agissait du premier tunnel routier de Finlande continentale lorsqu'il a été achevé.
Les travaux de construction ont duré de 1985 à 1988.
Le tunnel a été rénové en 2018-2019 et en 2021.
La rénovation comprenait le renouvellement des structures de revêtement interne, des  chaussées, de l'éclairage, des systèmes techniques, et du marquage de la chaussée.
Des feux de circulation ont été installés aux deux entrées du tunnel en cas de perturbations.
Trois postes de secours ont été installés dans le tunnel, un au milieu du tunnel et un à chaque entrée.
Le poste de secours dispose d'un bouton d'alarme incendie, d'un téléphone d'urgence et d'un extincteur manuel.
Le trafic dans le tunnel peut être contrôlé depuis le centre de trafic routier de Turku, à partir duquel il existe plusieurs connexions de caméra au tunnel,.
Achevé en 1958, le premier tunnel routier en Finlande est le tunnel de Färjsund (fi), long de 51 mètres, creusé dans le village de Godby à Finström dans le territoire d'Åland.